# Simon-Dach-Straße
De Simon-Dach-Straße is een straat in het Berlijnse stadsdeel Berlin-Friedrichshain, genoemd naar de dichter Simon Dach. De straat werd aangelegd in 1905 en loopt van zuid naar noord vanaf de Revaler Straße tot de Boxhagener Straße, waar ze overgaat in de   Niederbarnimstraße. Ze kruist de  Kopernikusstraße, de Krossener Straße en de Grünberger Straße.
Vroeger was het een rustige woonstraat, maar sinds het midden van de jaren 1990  is het een kroeg- en wandelstraat geworden. 's Zomers zijn er 1900 plaatsen op de terrassen van ongeveer 20 etablissementen. Om het doorgaand verkeer tussen de Stralauer en de Frankfurter Allee in te dijken, werd de Simon-Dach-Straße in 2005 beperkt tot eenrichtingsverkeer.

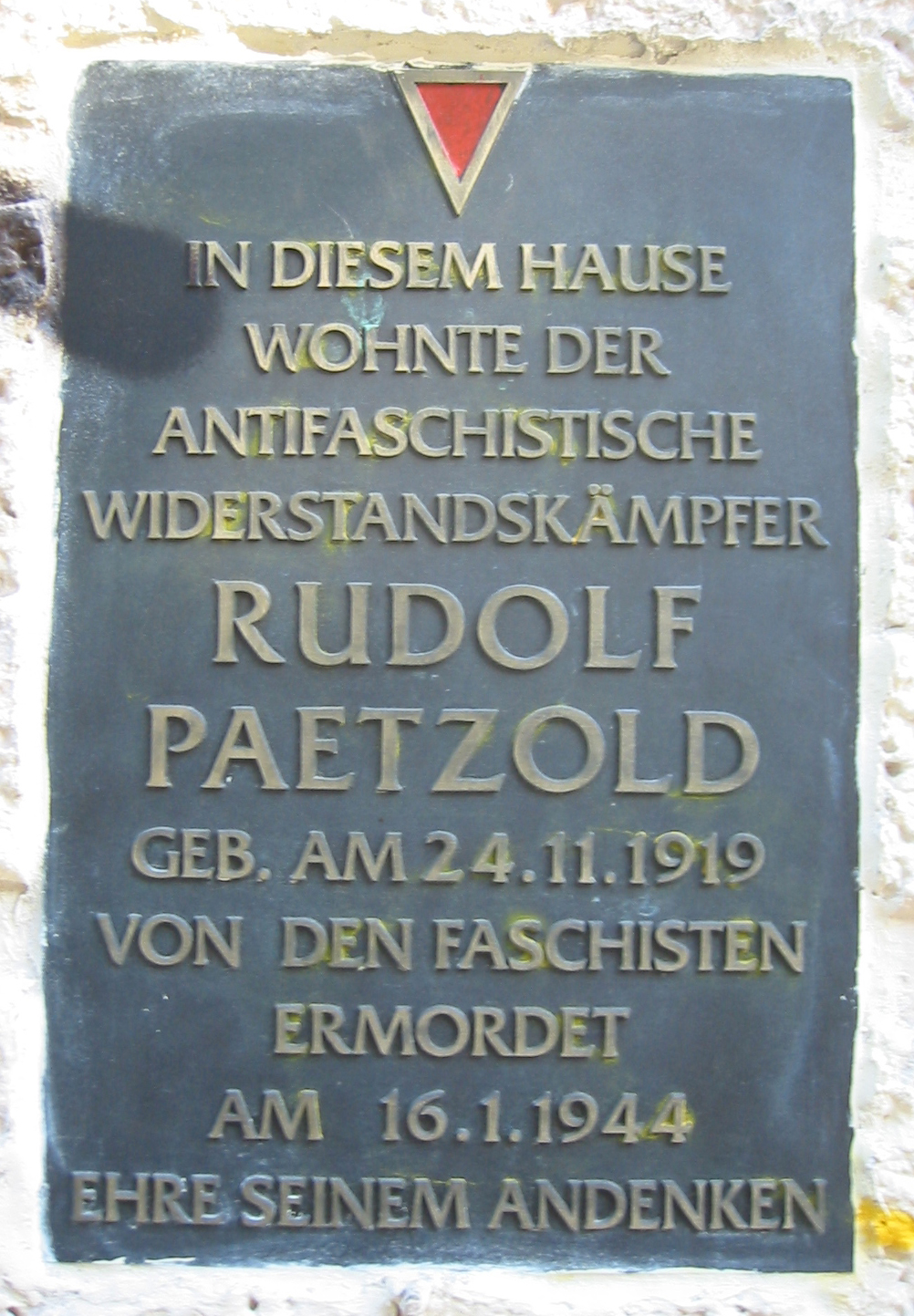
Gedenkplaat voor Rudolf Paetzold

In de woning nr. 33 woonde de soldaat en verzetsman Rudolf Paetzold (24 november 1919 - 16 januari 1944).